# Thomontocypris brightae
Thomontocypris brightae is een mosselkreeftjessoort uit de familie van de Pontocyprididae. De wetenschappelijke naam van de soort is voor het eerst geldig gepubliceerd in 2005 door Maddocks.